# Pechöfer Graben

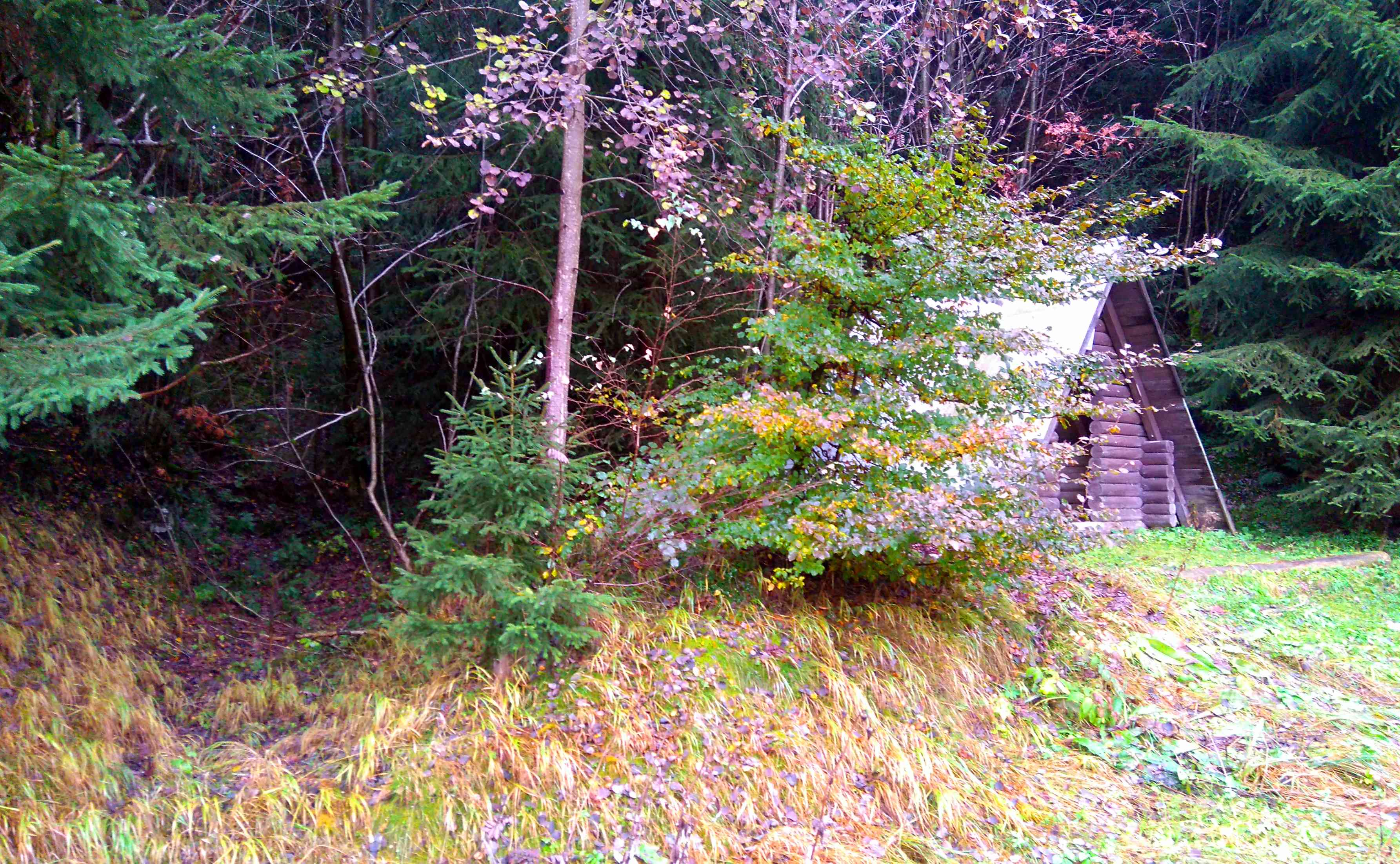
Links die Stelle des früheren Überlaufs des Pechöfer Grabens zum Jugelbach

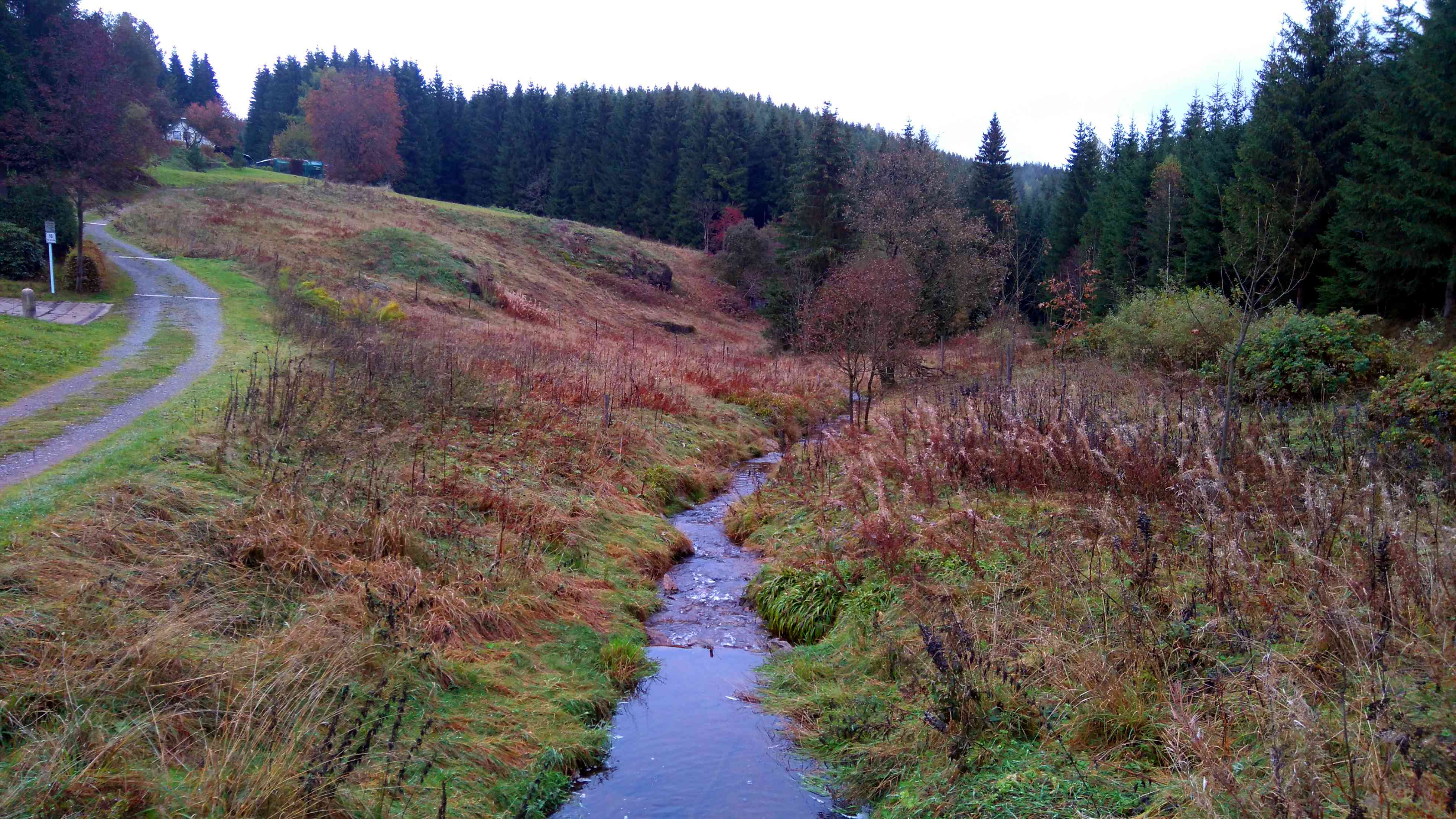
Von rechts kommend lief an dieser Stelle das Wasser des Überlaufs des Pechöfer Grabens in den Jugelbach

Der Pechöfer Graben (auch: Hohneujahrer Pochwäschgraben) ist eine ehemalige bergmännische Anlage in Johanngeorgenstadt im Erzgebirgskreis in Sachsen.
Es handelt sich um einen ca. 4 km langen Kunstgraben, der das Wasser des Pechöferbaches zum Betrieb der zahlreichen Bergwerke und Pochwerke im Lehmer- und Jugelgrund zuführte.  Die Anlage erfolgte unter Aufsicht des Bergamts Johanngeorgenstadt im 18. Jahrhundert. Das Wasser wurde unterhalb des Scheffelsberges in Oberjugel an einem Wehr (50° 24′ 28″ N, 12° 42′ 27,1″ O) aus dem Pechöferbach abgezweigt und entlang der Berghänge in den Lehmergrund geführt, wo das Betriebswasser etwas unterhalb der Mündung des Schwefelbaches über den Jugelbach floss. Der Überlauf verstärkte dessen Wasserführung. Der Kunstgraben führte parallel des Jugelbaches noch ein Stück talabwärts zur Hohneujahrer Pochwäsche am Gegenglück Stolln (50° 25′ 34,9″ N, 12° 42′ 50″ O).
Der Kunstgraben wurde noch bis nach dem Ersten Weltkrieg instand gehalten, verfiel dann jedoch zunehmend. Durch den Uranbergbau durch die SDAG Wismut nach 1945 wurde der Graben an mehreren Stellen durch Haldenmaterial zugeschüttet. Seine Reste sind heute kaum noch im Gelände zu erkennen.